# Ben Taken
Ben Taken (1933) is een Nederlandse landschapsarchitect en planoloog. Zijn expertises zijn landschapsontwerp, planning en het herstel van historische tuinen. Hij staat een integrale benadering van waterbeheer in landschapsprojecten voor. Zijn werk omvat een breed scala aan projecten, waarbij ontwerp, planning en onderzoek werden gecombineerd. Hij was sterk betrokken bij beleidsadvisering voor gemeenten, regio's, provincies en nationale instanties.
In 1985 nam Taken het bureau van Jan Vallen (1926-1999) over en stond zodoende aan het hoofd van één van de oudste en grootste particuliere landschapsarchitectenbureaus in Nederland. Taken verwierf in die periode landelijke bekendheid met de herontwikkeling van Limburgse zand- en grindwinlocaties tot natuur- en recreatiegebieden. Het archief van het Vallen-Taken-bureau biedt waardevol inzicht in de evolutie van landschapsarchitectuur en de integratie daarvan in stedenbouw en architectuur in de tweede helft van de 20e eeuw.

## Levensloop

### Opleiding
Ben Taken studeerde Landschapsarchitectuur aan de Wageningen University & Research, waar hij cum laude afstudeerde. Zijn studie omvatte aanvullende cursussen in stedenbouw, bodemkunde, bosbouw en historische geografie, wat de basis vormde voor zijn carrière.

### Carrière
Taken begon zijn loopbaan in de landschapsarchitectuur in 1962 bij Adviesbureau Vallen in Roermond, destijds het enige particuliere adviesbureau in deze sector in Nederland.
Taken werd in 1965 erkend als landschapsarchitect en was actief lid van verschillende beroepsorganisaties, waaronder de Bond van Nederlandse Tuin- en Landschapsarchitecten en de Werkgroep Landschapsecologisch Onderzoek. In 1975 werd hij adjunct-directeur bij Vallen Landschapsplanning en later directeur bij TAKEN Landschapsarchitectuur en Ecologie, een functie die hij tot 2005 bekleedde. Hij was ook jurylid bij ontwerpwedstrijden en werd in 1983 genomineerd voor een hoogleraarschap Milieuplanning aan de Technische Universiteit Delft.
Naast zijn rol als directeur bij TAKEN Landschapsarchitectuur en Ecologie (1985–2010), droeg Taken bij aan commissies, waaronder de Commissie Infrastructuur Overleg van de Rijkswaterstaat (NIROV), de Examencommissie voor Landschapsarchitecten en de Expertcommissie Milieueffectrapportages (MER).
In 2011 werd het bureau TAKEN landschapsarchitectuur en ecologie verkocht aan ondernemer Koos Tesselaar. Die voegde het samen met nog vijf andere bedrijven. Zo ontstond een nieuwe adviseur voor infra- en bouwprojecten in de volle breedte; Taken Adviseurs en Ingenieurs en hedendaags onder de naam Geonius.

### Politiek
Als landschapsadviseur en CDA-lid presenteerde Taken in 2022 een plan voor Energielandgoed Meinweg voor de Limburgse gemeente Roerdalen. Het betrof een 200 hectare groot gebied met 100 hectare zonnevelden en vier windturbines op het Meinwegplateau. Door zijn onderzoek werd deze locatie gekozen vanwege het hoge rendement met lagere windmolens en minimale impact op omwonenden en natuur. Het plan bood ruimte voor natuurontwikkeling, zoals een hamsterreservaat onder zonnepanelen, en hergebruik van de grond na 20-25 jaar. Door samenwerking met grondeigenaren en pachters zou gedeeld kunnen worden in de opbrengsten. Het project zou voldoen aan de regionale energievraag zonder verdere aantasting van landbouw- en natuurgebieden.
Taken was in 2023 kandidaat voor het CDA in de gemeente.

## Archief van Vallen-Taken
In 2021 gaf het Ministerie van Onderwijs, Cultuur en Wetenschap Het Nieuwe Instituut de opdracht om te onderzoeken hoe archieven in de tuin- en landschapsarchitectuur beter beheerd kunnen worden, aangezien dit vakgebied geen duidelijke archiefbeheerstructuur kent. Het Vallen-Taken-bureau-archief is hiervan een voorbeeld. Dit archief documenteert het werk van een van de oudste particuliere landschapsarchitectenbureaus in Nederland, opgericht door Jan Vallen in 1956 en onder leiding van Ben Taken van 1985 tot 2010. Het bureau heeft een blijvende invloed gehad op de ruimtelijke ontwikkeling van Limburg, met ontwerpen gericht op stedelijk groen en bestemmingsplannen, zoals het waterrecreatiegebied van de Noorderplas. Daarnaast speelde het bureau een belangrijke rol in andere delen van Nederland, met projecten zoals de Randstad Groenstructuur en de herinrichting van de Veenkoloniën in de jaren 1970.
Het archief, dat de periode van de jaren 1950 tot 2010 beslaat, biedt waardevol inzicht in de evolutie van landschapsarchitectuur en de integratie daarvan in stedenbouw en architectuur. Het toont hoe landschapsontwerp steeds meer een basis werd voor stedelijke planning. Bovendien weerspiegelt het de ontwikkelingen in ruimtelijke planning en de veranderende benadering van groene en stedelijke gebieden in Nederland.
Ondanks de grote historische en culturele waarde van het archief is de opslag versnipperd en grotendeels op niet-professionele locaties, met risico’s op verlies, vervuiling en achteruitgang. Het gebrek aan digitale publicaties en de hoge leeftijd van de oorspronkelijke ontwerpers vergroten het risico op het verlies van belangrijke informatie.

## Projecten
Gedurende zijn loopbaan was Ben Taken betrokken bij diverse projecten, waaronder:
- Landschapsanalyse Noord- en Midden-Limburg ten behoeve van Streekplan (1985). Een uitgebreide landschapsanalyse als onderdeel van het streekplanproces.
- Kröller-Müller Museum - Hoofdstructuur tuin, park, bos. Ontwikkeling van de hoofdstructuur van de tuinen, het park en bos rondom het Kröller-Müller Museum.
- Maasplassengebied Midden-Limburg. Herinrichting en ontwikkeling van het Maasplassengebied met focus op ecologische en recreatieve waarde.
- Polder Mastenbroek. Ontwerp van waterlopen als onderdeel van een ruilverkavelingsproject in Polder Mastenbroek, met nadruk op effectief waterbeheer.
- Reconstructie Landgoed Ter Worm, Heerlen. Reconstructie, inclusief de historische tuinen en omliggende gebieden, waarmee de culturele en historische betekenis werd hersteld. Dit project gold als een kandidaat voor de iba-parkstad-programma van 2015.[12]
- Céramique - Charles Eyckpark. Ontwerp stadspark in Maastricht is samenwerking met Zweedse landschapsarchitect Gunnar Martinsson en Jo Coenen
- Dierenbeschermingscentrum Limburg[13]
- Ontwerp tuin van kasteel in Montfort.[14]

## Publicatie
- 2013: co-auteur in Limburgse Kasteellandschappen in verandering, Utrecht: Uitgeverij Matrijs[15]

## Erkenning
- Takens professionele bijdragen aan de Nederlandse samenleving zijn beloond met de Orde van Oranje-Nassau.[bron?]